# Phantasy Quartet
Phantasy Quartet, Op. 2, è il nome corrente di un brano di musica da camera di Benjamin Britten, un quartetto per oboe e trio d'archi composto nel 1932. Nel catalogo del compositore è indicato come Phantasy (Fantasia), sottotitolato: Quartetto in un movimento per oboe, violino, viola , violoncello. Fu presentato per la prima volta nell'agosto 1933 come trasmissione della BBC.

## Storia
Britten compose il Phantasy Quartet all'età di 18 anni come studente al Royal College of Music, dopo il suo primo lavoro a cui assegnò un numero di Opus, la Sinfonietta per orchestra da camera. Lo dedicò all'oboista Léon Goossens, che la suonò per la prima volta in una trasmissione della BBC il 6 agosto 1933, con membri dell'International String Quartet. Gli stessi orchestrali eseguirono la prima del concerto a Londra il 21 novembre dello stesso anno. Il 5 aprile 1934 fu eseguito a Firenze per la Società Internazionale di Musica Contemporanea, primo brano a vincere il riconoscimento internazionale del compositore.

## Musica
La musica ha la forma di una fantasia del XVI secolo, in una forma ad arco con elementi della forma-sonata. Come nel Quartetto per oboe di Mozart, l'oboe ha una funzione solista. La durata è di 15 minuti.
È stato definito "perfettamente realizzato". La musica nasce dal silenzio ed alla fine vi ritorna in simmetria. Il primo tema è una marcia, contrassegnata come molto pianissimo, con il violoncello che inizia sulla tastiera di un violoncello con sordina, seguito da viola, violino e infine l'oboe. Il tema diventa in seguito anche la fonte dei temi di una sezione veloce, simile alla sezione di sviluppo della forma sonata. Nella sezione centrale lenta, i soli archi introducono un tema a cui si unisce l'oboe. Segue, in simmetria, una ricapitolazione della sezione veloce e poi la marcia. Il musicologo Eric Roseberry riassume: "Se la sezione pastorale lenta fa eco alla piacevole follia della sua inglesità, che Britten non aveva ancora del tutto rifiutato, Phantasy nel suo insieme genera una tensione e una grinta armonica che sono forieri di una visione meno compiacente."

## Incisioni
Una registrazione dell'oboista François Leleux con Lisa Batiashvili, Lawrence Power e Sebastian Klinger combina il quartetto con il quartetto per oboe di Mozart e altra musica da camera dei due compositori.